# Milka Planinc
Milka Planinc (ur. 21 listopada 1924 w Drnišu, zm. 7 października 2010 w Zagrzebiu) – polityk chorwacka i jugosłowiańska, premier SFRJ.

## Życiorys
Od 1941 uczestniczyła w walkach narodowowyzwoleńczych. Od 1944 należała do Komunistycznej Partii Jugosławii, a następnie - od 1952 - do Związku Komunistów Jugosławii. W latach 1963–1965 była republikańskim sekretarzem ds. szkolnictwa i oświaty Chorwacji, a od 1967 do 1971 przewodniczącą Zgromadzenia Narodowego Chorwacja. Od 1959 do 1982 była członkiem Komitetu Centralnego Związku Komunistów Jugosławii, a w okresie od 14 grudnia 1971 do 16 maja 1982 przewodniczącą KC ZK Chorwacji. Również od 1971 do 1982 była członkiem Prezydium KC ZKJ. Od 1974 do 1982 była też członkiem Prezydium Socjalistycznej Republiki Chorwacji. A od 16 maja 1982 do 15 maja 1986 była premierem SFRJ.